# Sally Wainwright
Sally A. Wainwright (Huddersfield; 1963) é uma escritora, produtora e diretora de televisão inglesa.

## Biografia
No início de sua carreira, Wainwright trabalhou como dramaturga, e como roteirista no programa de rádio The Archers. Nos anos 90, ela começou sua carreira televisiva e, em 2000, criou sua primeira série dramática original, At Home with the Braithwaites (2000–2003).
Ela ganhou o Prêmio Escritor do Ano da Royal Television Society pela minissérie Unforgiven de 2009. Wainwright é autora das séries de TV, Scott & Bailey (2011–2016 ), Last Tango in Halifax (2012–2016) e Happy Valley (2014 – presente). Ela ganhou o British Academy Television Award de Melhor Série de Drama em 2013 por Last Tango in Halifax, enquanto Happy Valley ganhou o mesmo prêmio em 2015 e 2017.